# Никольское (Сокольский район)
Никольское — деревня в Сокольском районе Вологодской области.
Входит в состав Чучковского сельского поселения, с точки зрения административно-территориального деления — в Чучковский сельсовет. Расположена к северу от автодороги А123.
Расстояние по автодороге до районного центра Сокола — 87 км, до центра муниципального образования Чучкова — 5 км. Ближайшие населённые пункты — Васьково, Большое Залесье, Иваново, Павлово, Жилино, Пепельниково.
По переписи 2002 года население — 14 человек.